# クウェートのイスラム教
本項目ではクウェートのイスラム教について記述する。

## 概要
国教であり、総人口の大部分がムスリムである。公的な調査に基づく具体的な信者数は不明なものの、70%がスンナ派で30% - 40%がシーア派と推計。2001年には52万5千人がスンナ派、30万人がシーア派を奉じており、ムスリムの総人口82万人に占めるそれぞれの割合は64%、36.5%となっている。
アメリカ合衆国国務省は2002年、総人口の30% - 40%がシーア派と報告し、スンナ派が52万5千人おり総計85万5千人がムスリム（スンナ派61%、シーア派39%）としている。
2004年にはスンナ派が60万人、30万人 - 35万人がシーア派とされ、全体としてはムスリムが91万3千人いたという。戦略研究所は2008年、総人口の40%がシーア派と報告。
移民や数多くの国外追放者がいるため、民族は多様性に富む。国籍保有者は45%に過ぎない。国内には複数の母国から成る集団があるが、最大の規模を誇るのはアラブ人やペルシア人である。
国外追放者の共同体は総人口の半分から3分の2に上るものの、クウェート政府はこれ以上の比率を公表。イランやパキスタン、インド出身のアラブ人から成る。